# فريدريك جايجر
فريدريك جايجر (بالألمانية: Friedrich Geiger)‏ هو مصمم ومهندس ألماني، ولد في 24 نوفمبر 1907 في زوسن في ألمانيا، وتوفي في 13 يونيو 1996 في Bad Überkingen ‏ في ألمانيا.

## معرض صور

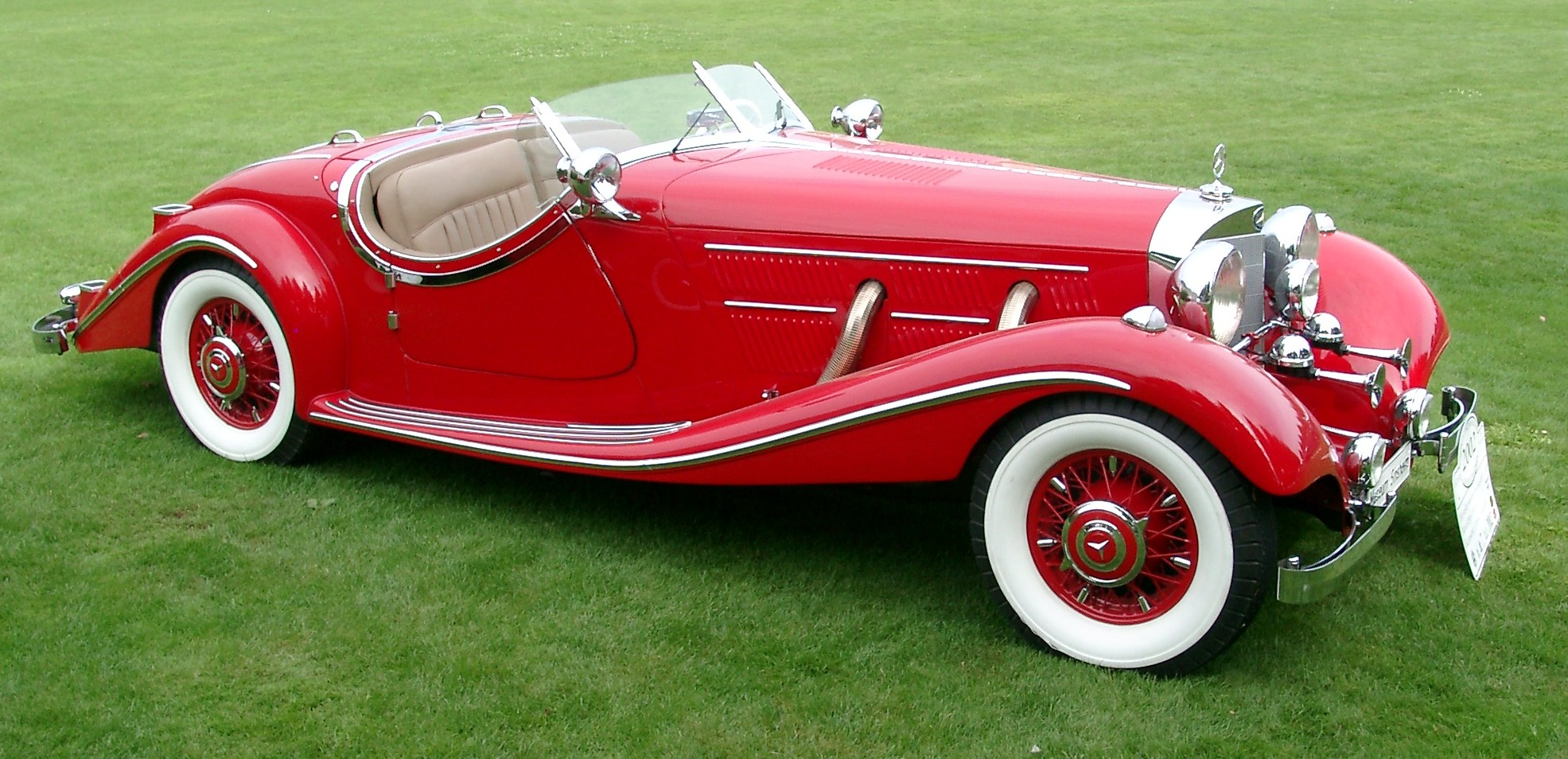
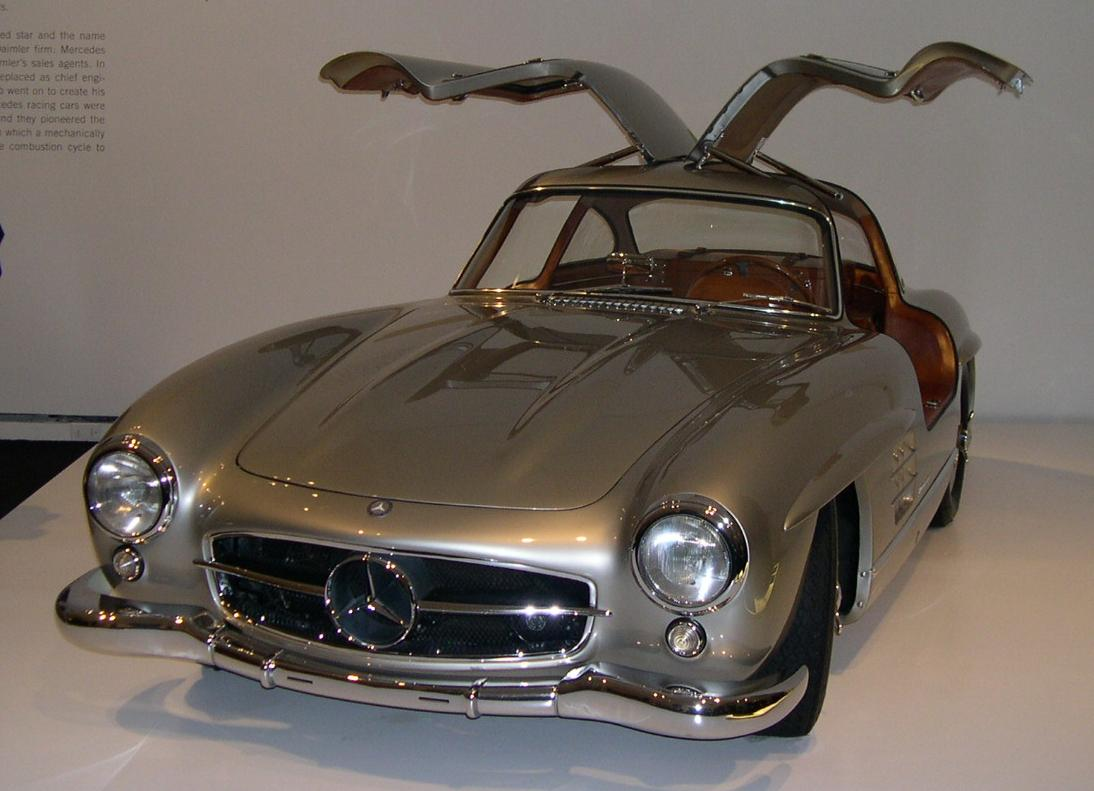
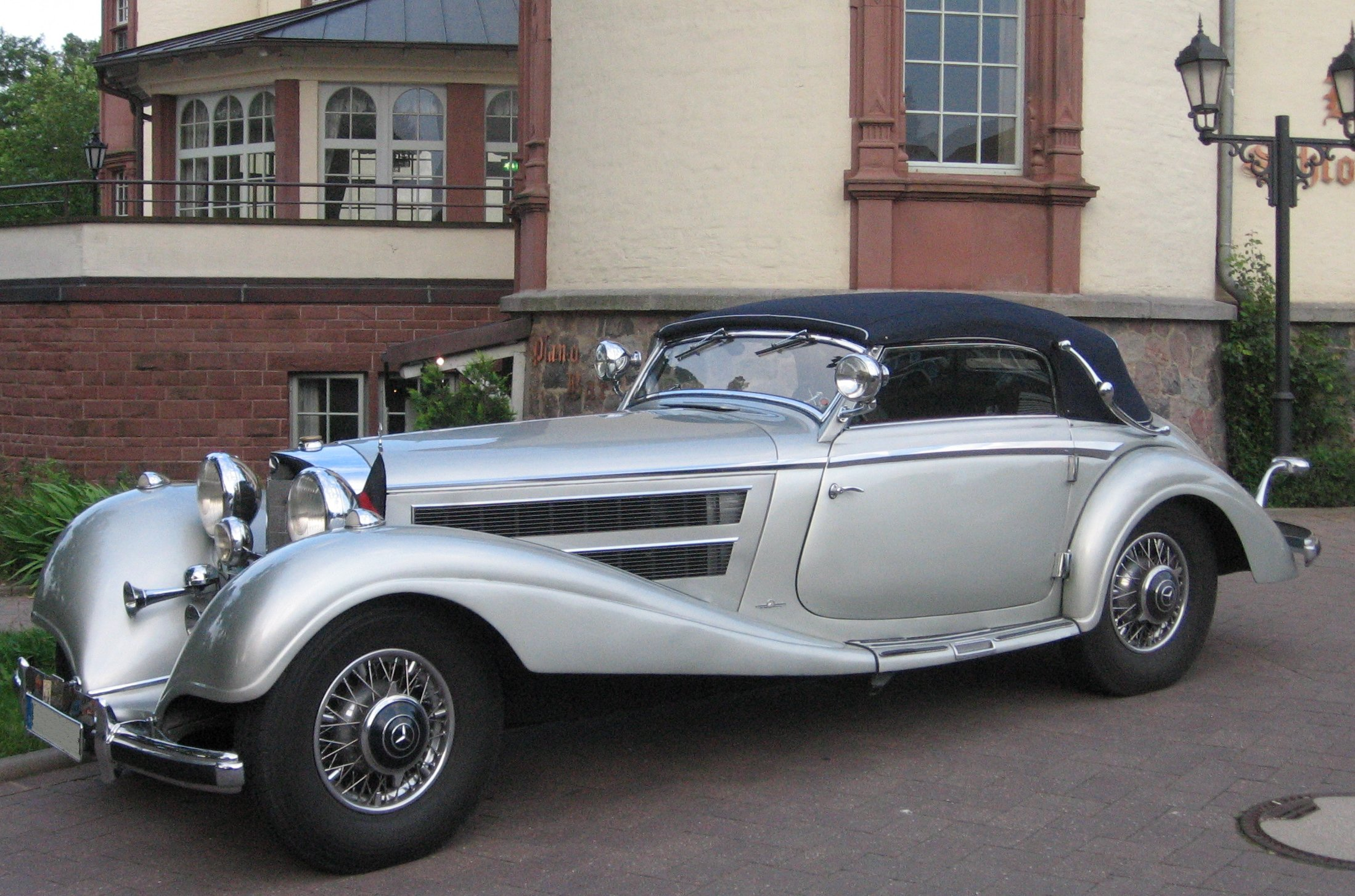